# Czarny piątek
Czarny piątek (ang. Black Friday) – piątek po Dniu Dziękczynienia, początek sezonu zakupów przed Bożym Narodzeniem w Stanach Zjednoczonych. Od początku XXI wieku zwyczaj ten jest propagowany, z powodów komercyjnych, w coraz większej liczbie innych krajów. 
W czarny piątek wiele sklepów czynnych jest w dodatkowych godzinach, niekiedy całą dobę, oferując jednodniowe okazje i obniżki cen. W Stanach Zjednoczonych jest on często najbardziej dochodowy dla sprzedawców w ciągu całego roku; tego dnia od wielu lat zakupów dokonuje ponad 100 milionów Amerykanów.
Od roku 2011 (na niewielką skalę także w poprzednich latach) także w Polsce jest to dzień, w którym rozpoczyna się sezon przedświątecznych promocji.

## Pochodzenie terminu Czarny piątek
Najwcześniejsze dowody na wyrażenie Czarny Piątek pochodzą z Filadelfii. W 1961 roku policja z Filadelfii i Rochester użyła terminu Czarny piątek do określenia i opisania tłumu ludzi oraz korków powstałych na skutek rozpoczęcia przedświątecznych zakupów przez ludność Stanów Zjednoczonych. Czarny piątek rozprzestrzeniał się powoli. Po raz pierwszy w czasopiśmie The New York Times to określenie zostało użyte 29 listopada 1975 roku jako określenie „najbardziej ruchliwego dnia zakupów oraz ruchu w roku” w Filadelfii. 
W 2015 r. Amazon.com jako pierwszy zaoferował oferty „Czarny piątek w lipcu” na tak zwany „Prime Day”, obiecując lepsze oferty niż w Czarny piątek. Amazon powtórzył tę praktykę w 2016 i 2017 roku, a inne firmy zaczęły proponować podobne oferty.